# Vučetići
Ne doit pas être confondu avec Vučetić.
Vučetići (en serbe cyrillique : Вучетићи) est un village de Bosnie-Herzégovine. Il est situé dans la municipalité de Goražde, dans le canton du Podrinje bosnien et dans la fédération de Bosnie-et-Herzégovine. Selon les premiers résultats du recensement bosnien de 2013, il ne compte plus aucun habitant.
Avant la guerre de Bosnie-Herzégovine, le village faisait entièrement partie de la municipalité de Goražde ; après la guerre, une portion de son territoire a été rattachée sous le nom de Vučetić à la municipalité de Novo Goražde, intégrée à la république serbe de Bosnie.

## Démographie

### Évolution historique de la population
| 1948 | 1953 | 1961 | 1971 | 1981 | 1991 | 2013 |
| ---- | ---- | ---- | ---- | ---- | ---- | ---- |
| -    | -    | 183  | 170  | 128  | 87   | 0    |

|  |